# Fissidentalium
Fissidentalium är ett släkte av blötdjur. Fissidentalium ingår i familjen Dentaliidae.

## Dottertaxa tillsläktetFissidentalium, i alfabetisk ordning[1]
- Fissidentalium actiniophorum
- Fissidentalium aegeum
- Fissidentalium amphialum
- Fissidentalium candidum
- Fissidentalium capillosum
- Fissidentalium carduus
- Fissidentalium ceras
- Fissidentalium complexum
- Fissidentalium concinnum
- Fissidentalium cornubovis
- Fissidentalium edenensis
- Fissidentalium elizabethae
- Fissidentalium erosum
- Fissidentalium eualdes
- Fissidentalium exasperatum
- Fissidentalium franklinae
- Fissidentalium horikoshii
- Fissidentalium kawamurai
- Fissidentalium laterischismum
- Fissidentalium levii
- Fissidentalium magnificum
- Fissidentalium malayanum
- Fissidentalium megathyris
- Fissidentalium metivieri
- Fissidentalium opacum
- Fissidentalium paucicostatum
- Fissidentalium peruvianum
- Fissidentalium platypleurum
- Fissidentalium ponderi
- Fissidentalium profundorum
- Fissidentalium salpinx
- Fissidentalium semivestitum
- Fissidentalium serrulatum
- Fissidentalium shirleyae
- Fissidentalium shoplandi
- Fissidentalium tenuicostatum
- Fissidentalium waterhousae
- Fissidentalium verconis
- Fissidentalium vicdani
- Fissidentalium yokoyamai
- Fissidentalium zelandicum